# 肥育場
肥育場（ひいくじょう）とは、食肉用として出荷する直前の家畜を囲い込んで運動量を減らした上で、飼料を与えて太らせる（肥育する）ための施設である。
肥育場のことを英語では「feedlot」

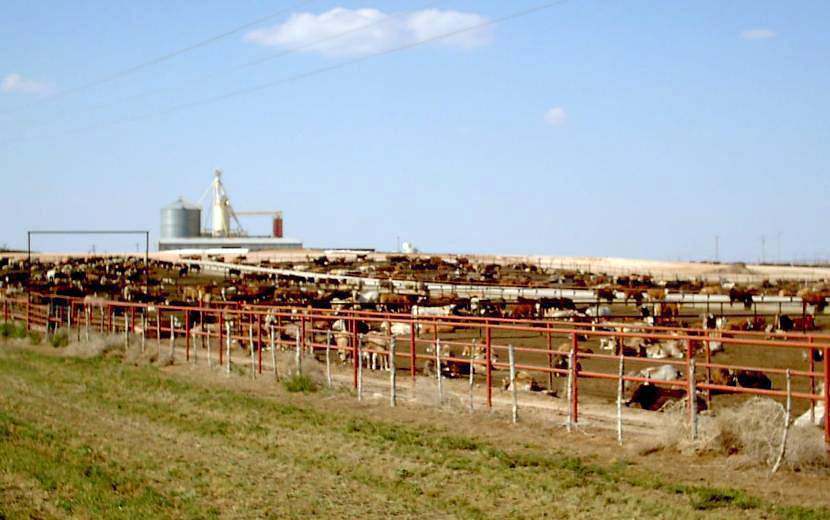
多数の肉牛がいる肥育場。

と綴るが、「feed」とは「（動物を）飼育する」とか「（動物に）飼料を与える」という意味である。また「feed yard」と2単語で書かれることもあって、こちらは「飼育する庭」といった意味である。肥育場での肥育を行うという手法は、アメリカ合衆国などでは、特に肉牛の生産において汎用されることでよく知られている。そしてアメリカ合衆国では、肉牛を柵の中に入れて運動を制限すると同時に、濃厚飼料を与えたり、ビタミン剤や抗菌薬などの飼料添加物を管理しながら与えて、肉牛の肥育を促進する生産方式をとる場合もある。しかし、肉牛の他にも、例えば食用のブタ、ウマ、ヒツジのような他の哺乳類に対しても出荷直前に行われる。さらに食用のアヒル、カモ、シチメンチョウのような鳥類に対しても同様である。
ここでは、過密収容され、汚物だらけであるという指摘がある。